# 葛西ジャンクション

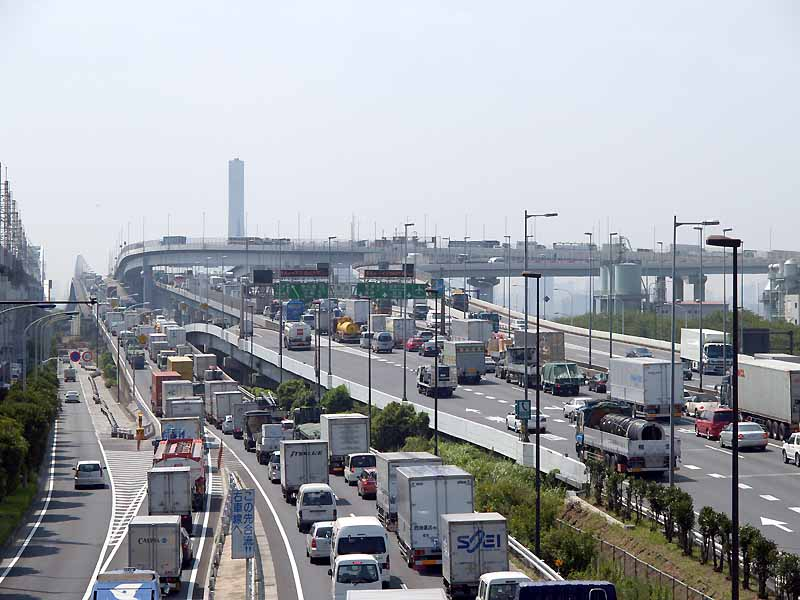
葛西ジャンクション（浦安方面から）

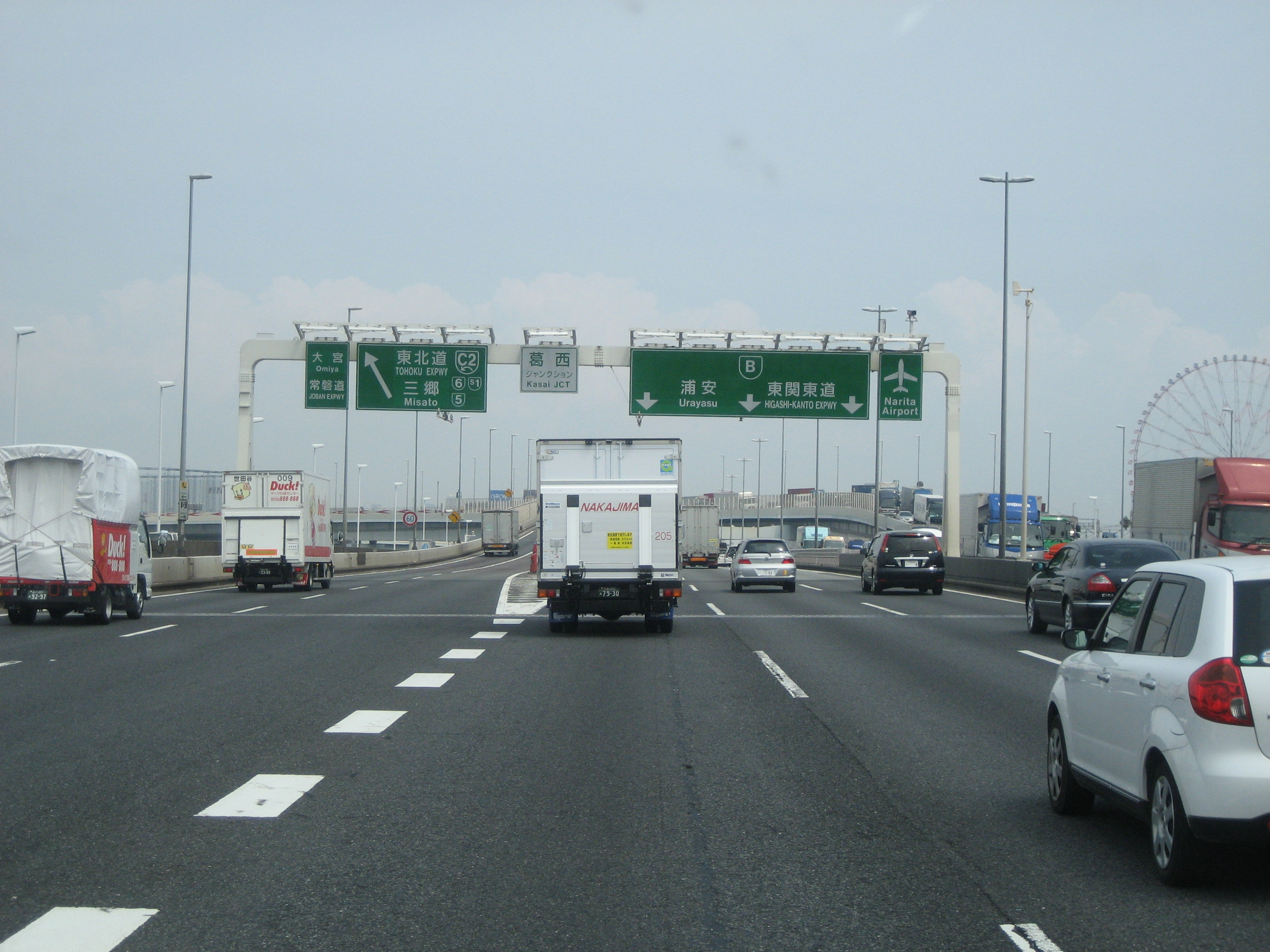
東行き分岐付近

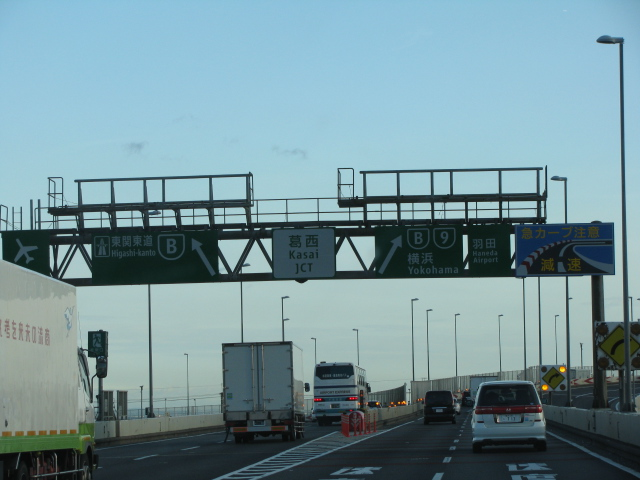
中央環状線方面より

葛西ジャンクション（かさいジャンクション）は、東京都江戸川区にある首都高速道路の湾岸線と中央環状線を結ぶジャンクションである。西側（新木場方面）は荒川に架かる荒川湾岸橋に隣接する。

## 連絡している路線
- 首都高速湾岸線
- 首都高速中央環状線

## 隣
首都高速湾岸線
(B24,B25)新木場出入口 - 葛西JCT - (B26,B27)葛西出入口
首都高速中央環状線
(C47)清新町出入口 - 葛西JCT